# Alberto Erede
Alberto Erede (Gênes, 8 novembre 1908 - Monte-Carlo, 12 avril 2001) est un chef d'orchestre italien, particulièrement associé à l'opéra.

## Biographie
Alberto Erede étudie d'abord dans sa ville natale puis à Milan, avant d'aller se perfectionner à Bâle avec Felix Weingartner et à Dresde avec Fritz Busch.
Il fait ses débuts avec l'Orchestre de l'Académie nationale de Sainte-Cécile à Rome en 1930. Il s'affirme à Turin en 1935, lorsqu'il dirige la Tétralogie de Wagner. Il est immédiatement invité au Festival de Glyndebourne et nommé directeur musical de l'Opéra de Salzbourg (1935-38). Avec la guerre en 1939, il rentre en Italie, où il dirige à La Scala de Milan, ainsi que sur toutes les scènes lyriques importantes.
Il prend la tête de l'Orchestre symphonique de la RAI de Turin (1945-46), puis devient directeur musical de la New London Opera Company (1946-48), qui se produit au Cambridge Theatre de Londres. Il dirige ensuite au Metropolitan Opera de New York de 1950 à 1955.
On le retrouve ensuite en Allemagne, comme premier chef de l'Opéra du Rhin à Dusseldorf (1956-58), puis comme directeur musical de ce théâtre (1958-62). Il prend la direction de l'Orchestre symphonique de Göteborg (1961-67) et est invité à diriger Lohengrin à Bayreuth en 1968.
Tout en menant une carrière internationale de chef invité (Paris, Aix-en-Provence, etc.), il est aussi très actif en studio d'enregistrement et dirige de nombreuses intégrales d'opéra dans les années 1950, souvent avec Renata Tebaldi, notamment Il trovatore, Aida, Otello, La Bohème, Tosca, Madame Butterfly.
Erede était un chef de répertoire, solide et sérieux, apprécié des chanteurs pour sa foi dans le travail de troupe.

## Sources
- Alain Pâris, Le dictionnaire des interprètes, Robert Laffont, 1989.  (ISBN 222106660X)